# Clare (kiesdistrict)
Clare is een  kiesdistrict in Ierland voor de verkiezingen voor Dáil Éireann, het lagerhuis van het Ierse parlement: de Oireachtas. Bij de laatste indeling van de kiesdistricten in 2012 telde Clare 111.336 inwoners, waarmee het district vier zetels behield en de grenzen gelijk bleven. Het district komt grotendeels overeen met County Clare.

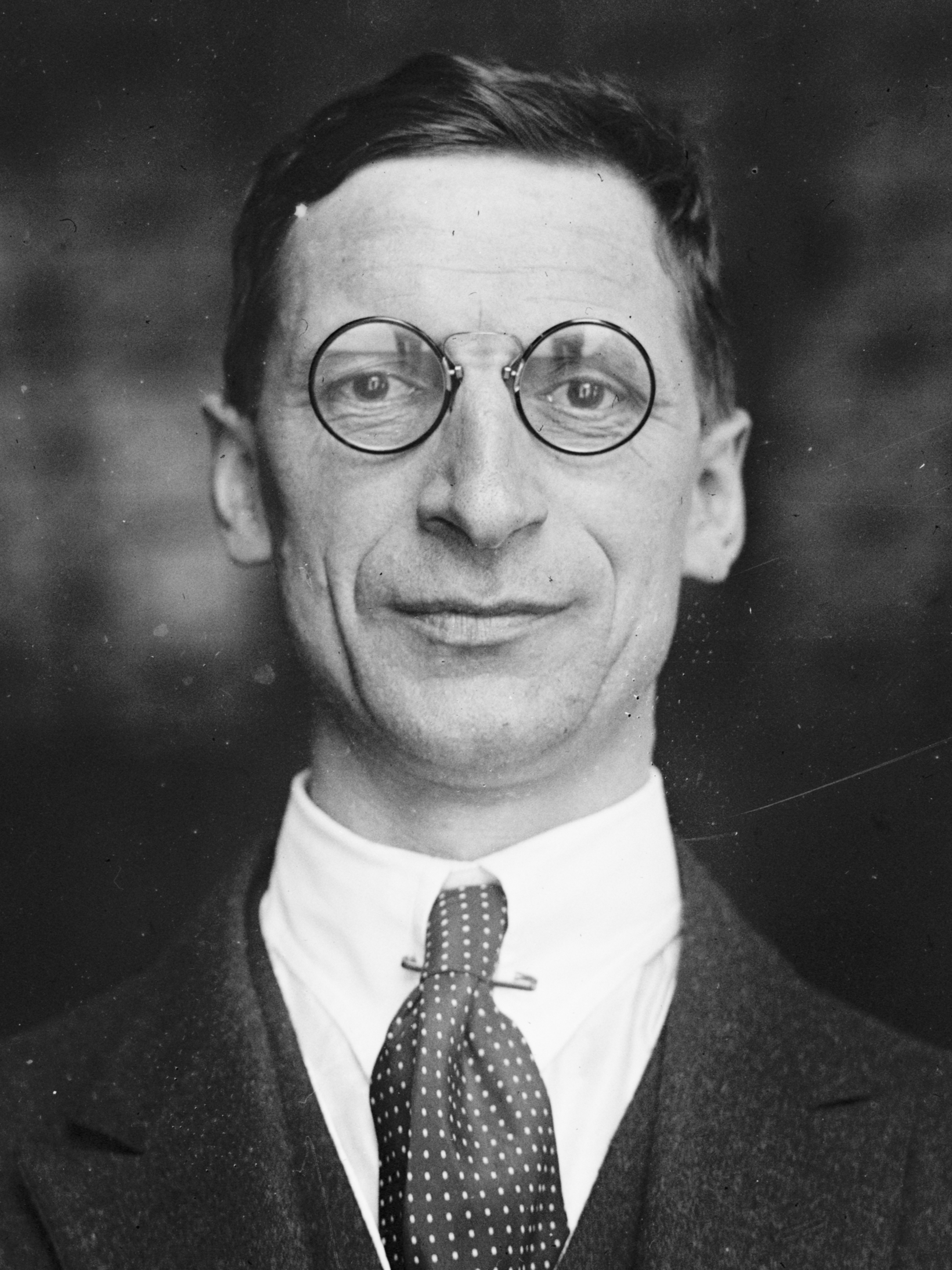
De Valera

Het district gold jarenlang als Fianna Fáil-bolwerk. De oprichter van de partij en voormalig Taoiseach en president Eamon de Valera was tientallen jaren TD voor Clare. Later was zijn kleindochter Sile een van de TD's voor Clare. Naast De Valera was ook een andere oud-president, Patrick Hillery, ooit TD voor Clare.
In 2016 koos Clare voor 1 lid van Fianna Fáil, een onafhankelijke kandidaat en twee leden van Fine Gael. 
Bij de verkiezingen van 2002 gingen in Clare 2 zetels naar Fianna Fáil, 1 naar Fine Gael en werd 1 onafhankelijk lid gekozen. Bij de verkiezingen in 2007 verloor het onafhankelijke lid zijn zetel. De huidige verdeling is Fianna Fáil 2 en Fine Gael 2.

## Referendum
Bij het abortusreferendum in 2018 stemde in het kiesdistrict 64,3% van de opgekomen kiezers voor afschaffing van het abortusverbod in de grondwet.